# 艉楼

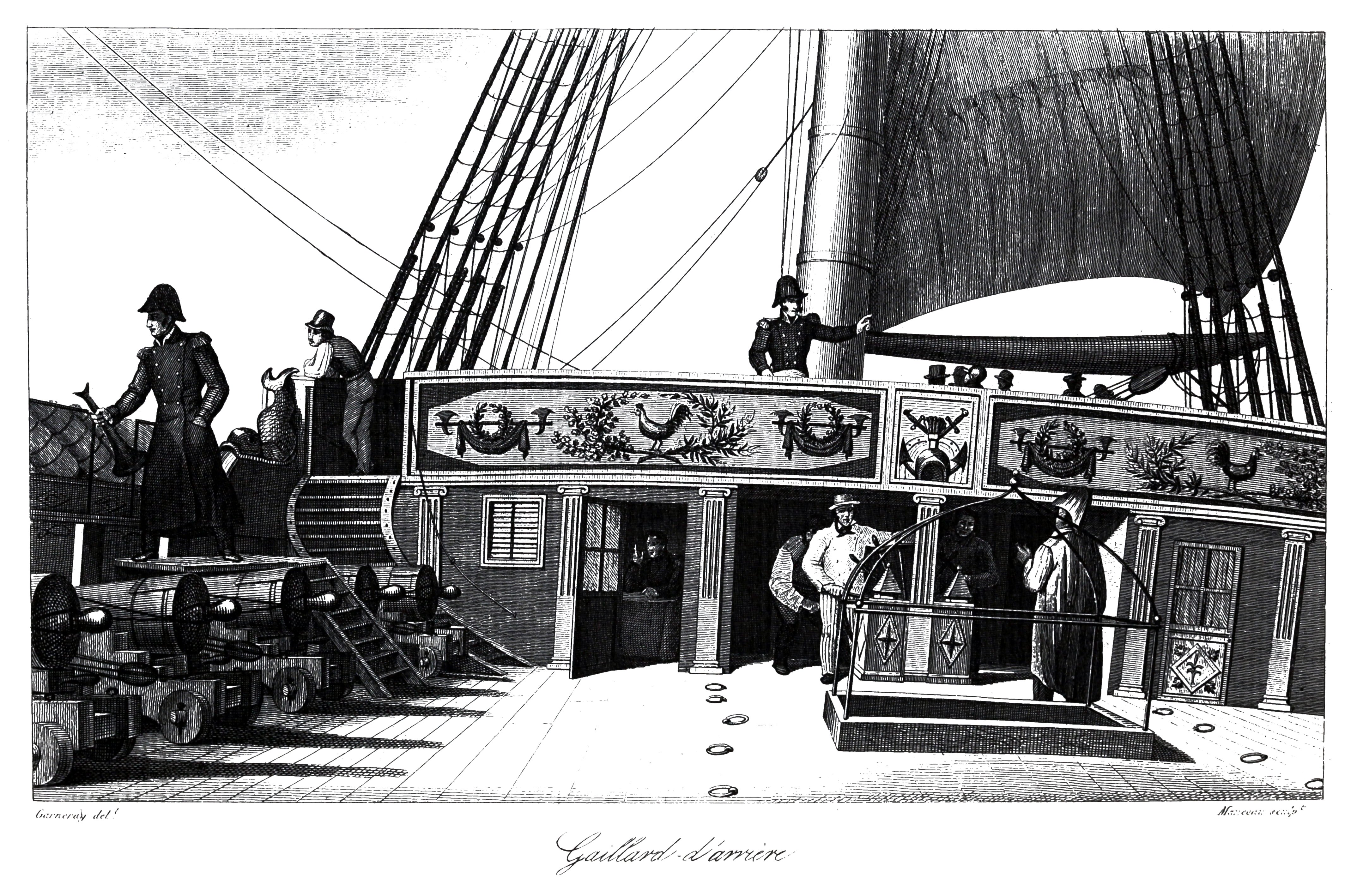
法国护卫舰Méduse，从主甲板看到的艉楼。

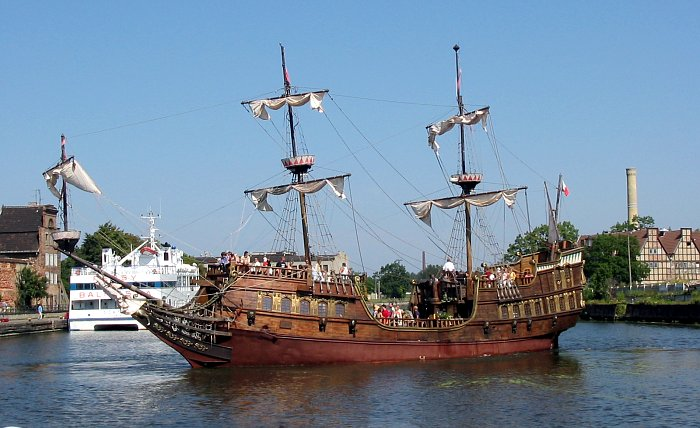
盖伦帆船的艏楼 (左)与艉楼(右)

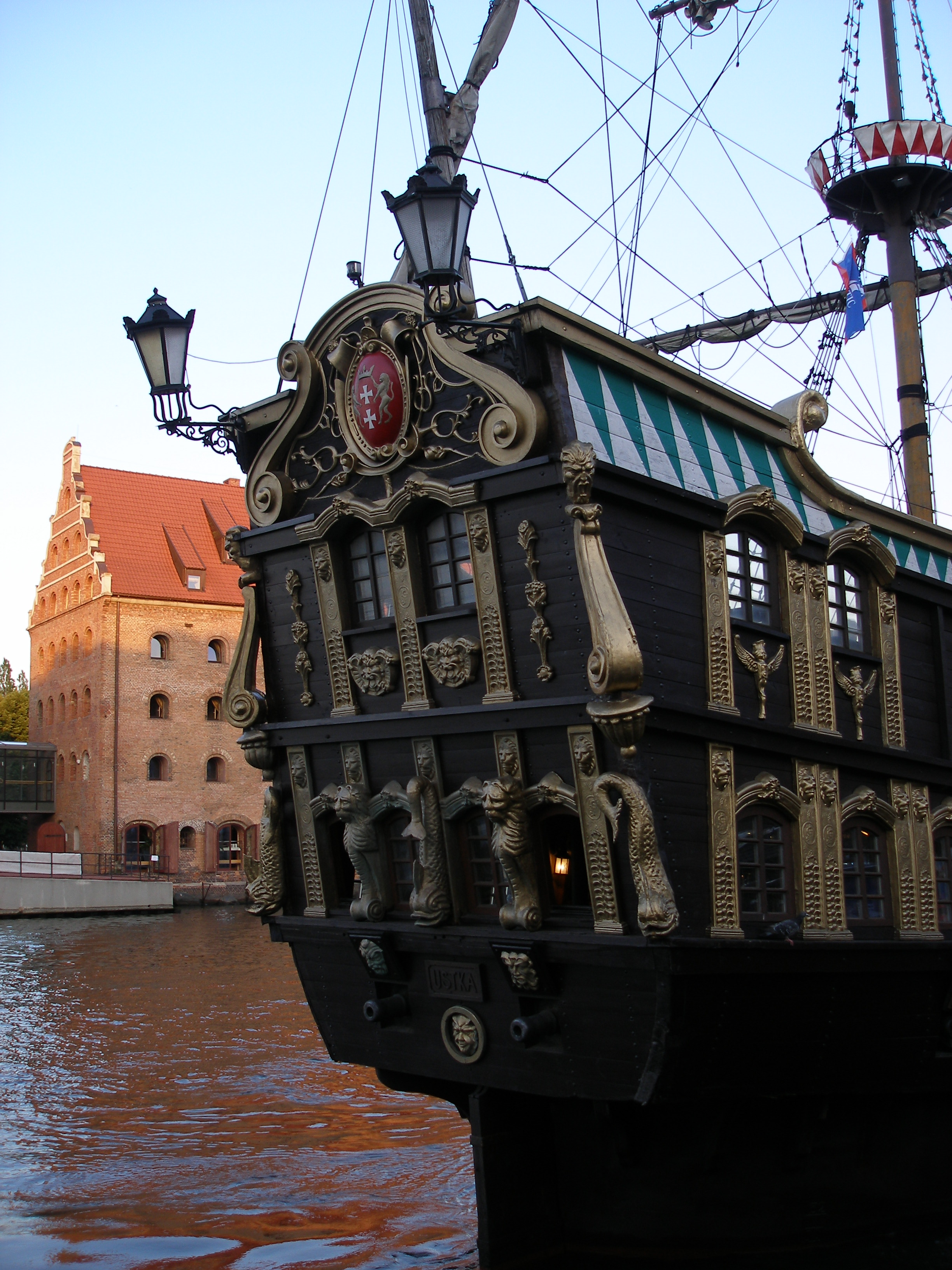
17世纪的盖伦帆船复制品的艉部。

艉楼是大帆船的主桅之后一直延申到艉横梁的多层上层建筑。如克拉克帆船、卡拉維爾帆船、盖伦帆船、加萊賽戰船等。通常船长住舱在此，形成了指挥甲板。加顶形成的艉甲板是全船最高的甲板，用于观察、通信信号。风帆航海时代也用于防止敌船的跳帮登船作战。